# Storževa listonožka
Storževa listonožka (znanstveno ime Leptoglossus occidentalis) je rastlinojeda stenica iz družine usnjatih stenic, izvorno razširjena po vzhodnem delu Severne Amerike, od koder se je s človekovo pomočjo razširila po vsej celini in drugod po svetu.

## Opis
Kot številne druge usnjate stenice ima ozko, podolgovato telo, za njen rod pa je značilna listasta razširitev golenc zadnjega para nog. Po tej značilnosti je v Evropi vrsto zelo enostavno prepoznati, saj vse ostale listonožke živijo le na zahodni polobli, opazna pa je tudi po rdečerjavi obarvanosti telesa in črtastem črno-rjavem vzorcu na robovih zadka. Med ostalimi listonožkami je storževi najbolj podobna vrsta L. corculus, ki ima nekoliko daljši zunanji del razširitve, pa tudi bolj monotono obarvanost zadka.
Na leto se lahko razvije do pet rodov, odvisno od ustreznosti okoljskih razmer. V sušni Kaliforniji denimo uspe le en rod na leto, v Mehiki pa trije.

## Ekologija
Naravne gostiteljske rastline storževe listonožke pripadajo več vrstam borovk, med njimi so pomembne zlasti duglazija, različne vrste borov in kanadska smreka. Prehranjuje se tako, da predre lusko storža in zavrta v razvijajoče se seme, iz katerega nato posesa založne snovi, opazili pa so tudi prehranjevanje na mladih poganjkih in na izpostavljenih semenih v odprtih storžih. S svojo aktivnostjo povzroča propad semen in lahko ob večjih populacijah znatno zmanjša sposobnost razmnoževanja gostiteljev.
S prehranjevanjem na borovkah povzročajo občutno gospodarsko škodo v severnoameriških drevesnicah, zato se proti njim borijo s sistemskimi insekticidi, medtem ko o gospodarski škodi v Evropi še ni podatkov. Poročajo tudi o škodi na pistacijah, ki pa so za to vrsto bistveno manj primeren gostitelj.
Prezimijo kot odrasle živali. Jeseni posamezni osebki storževih listonožk ali manjše gruče v iskanju prezimovališč včasih zaidejo v človekova domovanja, kjer pa ne predstavljajo nevarnosti.

### Širjenje
Ravno v 20. stoletju se je vrsta s prvotnega območja razširjenosti začela širiti proti vzhodu in že do 1940. let dosegla zahodno obalo Združenih držav Amerike. Kot močan letalec ima sicer precejšnjo naravno sposobnost razširjanja, toda širjenje je očitno posledica trgovanja s sadikami borovcev, na katerih se zadržuje, in naključnih primerov prevoza.
Storževo listonožko so prvič opazili v Evropi leta 1999, ko se je pojavila v bližini Vicenze v Padski nižini. Že leta 2003 so jo našli tudi na slovenskem delu Krasa, od koder se je nato v manj kot petih letih razširila po večjem delu države. Vzporedno se je širila tudi drugod po Evropi in bila že do začetka 2010. let prisotna po večjem delu celine. V tem času so jo opazili tudi v Vzhodni Aziji, kasneje pa se je ustalila še na nekaterih območjih Južne Amerike.